# 聖霊降臨 (オルカーニャ)
『聖霊降臨』（せいれいこうりん、伊: Pentecoste、英: Pentecost）は、イタリアのゴシック期の画家オルカーニャ (アンドレア・ディ・チオーネ) とヤコポ・ディ・チオーネが1362-1365年ごろ、板上にテンペラで描いた三連祭壇画である。本来、フィレンツェのサンティ・アポストリ教会のために制作された。主題は、『新約聖書』中の「使徒行伝」（2章：1-4）に記述されている「聖霊降臨（ペンテコステ）」である。作品は1939年以来、フィレンツェのアカデミア美術館に所蔵されている。

## 帰属
イタリア・マニエリスム期の画家で『画家・彫刻家・建築家列伝』の著者ジョルジョ・ヴァザーリは、本作をスピネロ・アレティーノに帰属し、以降の作品に関する記述でも同様の帰属がなされた。19世紀にはジョット派の作品とされた後、ようやくクロウ (Crowe) とカヴァルカセッレの研究により疑問を残しつつもオルカーニャへの帰属がなされ、次いでオルカーニャの弟のヤコポ・ディ・チオーネとの共同制作になるものとされた。
以降、研究者たちは基本的にこの帰属を確認しているが、サンドベルグ・ヴァヴァラ (Sandberg Vavalà) はヤコポの単独の作品とし、オフナー (Offner) はオルカーニャの弟子「ペンテコステの画家」の作品であると提唱した。最近の研究で、本作はオルカーニャの真作であるだけでなく、画家の代表作のうちの1点と見なされているが、タルトゥフェーリ (Tartuferi) によるとヤコポの助力を借りている可能性がある。

## 作品

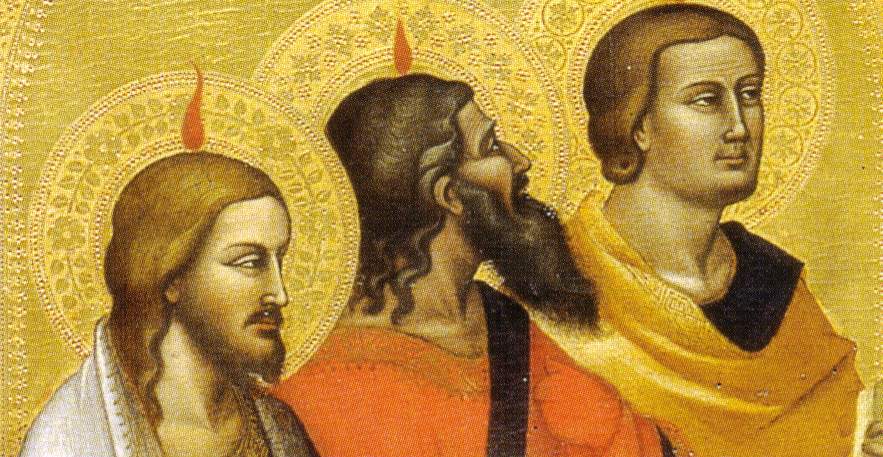
部分

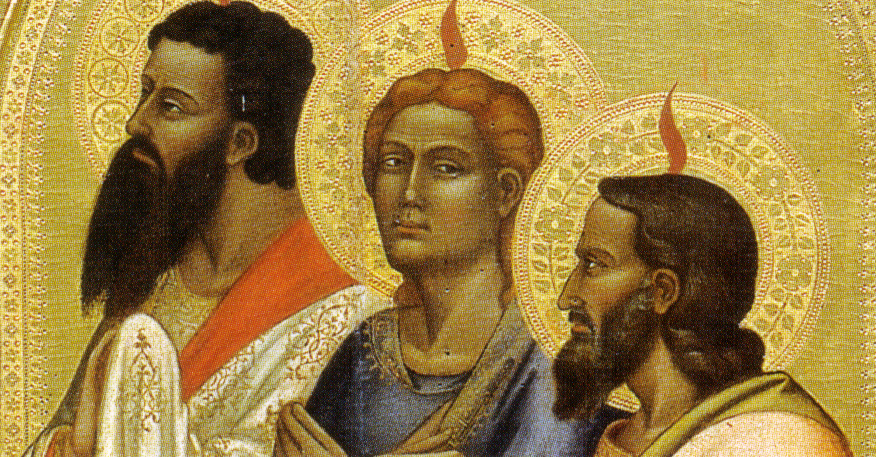
部分

本作の主題である「聖霊降臨」については、「使徒行伝」（2章：1-4）に以下のように記述されている。「さて五旬祭の日が来て、かれら（12使徒）がみな一緒に集まっていると、突然、天から烈しい風が吹いてくるような音が聞こえて、かれらが座っていた家に満ち、火のような舌が現れ、分かれて、おのおのの上にとどまった。すると、かれらはみな聖霊に満たされ、霊がいわせるままに、いろいろの国の言葉で話し始めた」。
本作は三連祭壇画である。大きな中央パネルには、跪いた6人の使徒たちに取り囲まれた聖母マリアが表されている。中央パネルよりも小さい左右両翼の側面パネルには3人ずつの使徒たちが描かれているが、彼らが斜めに配置されていることにより空間の奥行きが強調されている。おのおのの人物の頭部上には「聖霊降臨」の主題に典型的な聖霊の炎があり、中央パネルではハトに化身している聖霊が飛行している2人の天使の間に見える。
作品にはオルカーニャらしい四角張った人物の量感描写、厳密な正面性、抑制された色調が見られるが、その一方で画中の何人かの使徒に見られる、ぼかしのある柔らかい色調および丸みのある量感描写は、画家の弟ヤコポの手になるものと考えられる。
なお、この三連祭壇画の額は本来のものであるが、その上にあった17世紀の銘文は修復中に除去された。作品の上部にあった尖塔部分はおそらく失われたものと考えられる。